# Moralina
Moralina – gmina w Hiszpanii, w prowincji Zamora, w Kastylii i León, o powierzchni 20,9 km². W 2011 roku gmina liczyła 342 mieszkańców.